# San Felice Circeo
San Felice Circeo – miejscowość i gmina we Włoszech, w regionie Lacjum, w prowincji Latina.
Według danych na rok 2004 gminę zamieszkiwały 7972 osoby, 249,1 os./km².